# تسوکی‌اوکا یوشی‌توشی
تسوکی‌اوکا یوشی‌توشی Tsukioka Yoshitoshi (به ژاپنی: 月岡芳年) یکی از هنرمندان ژاپنی بود. بسیاری او را آخرین استاد بزرگ اوکی‌یوئه به شمار می‌آورند. کارنامهٔ او در دو دورهٔ مختلف تاریخی، سال‌های آخر ژاپن فئودالی و سال‌های آغازین ژاپن مدرن در زمان تجدید حیات مِی‌جی، امتداد می‌یابد. در سال‌های پایانی، یوشی‌توشی در کشمکشی دشوار با زمان و فناوری قرار داشت. همان‌طور که او با روش‌های قدیمی به خلق باسمه‌های چوبی می‌پرداخت، ژاپن خود را با شیوه‌های تولید انبوه عکاسی و لیتوگرافی سازگار می‌کرد. او به تنهایی تلاش فراوانی کرد و حتی توانست صنعت چاپ چوبی را وارد مرحلهٔ جدیدی کند. ولی این نوع چاپ نیز با مرگ او اثرگذاری خود را از دست داد.

## نگارخانه

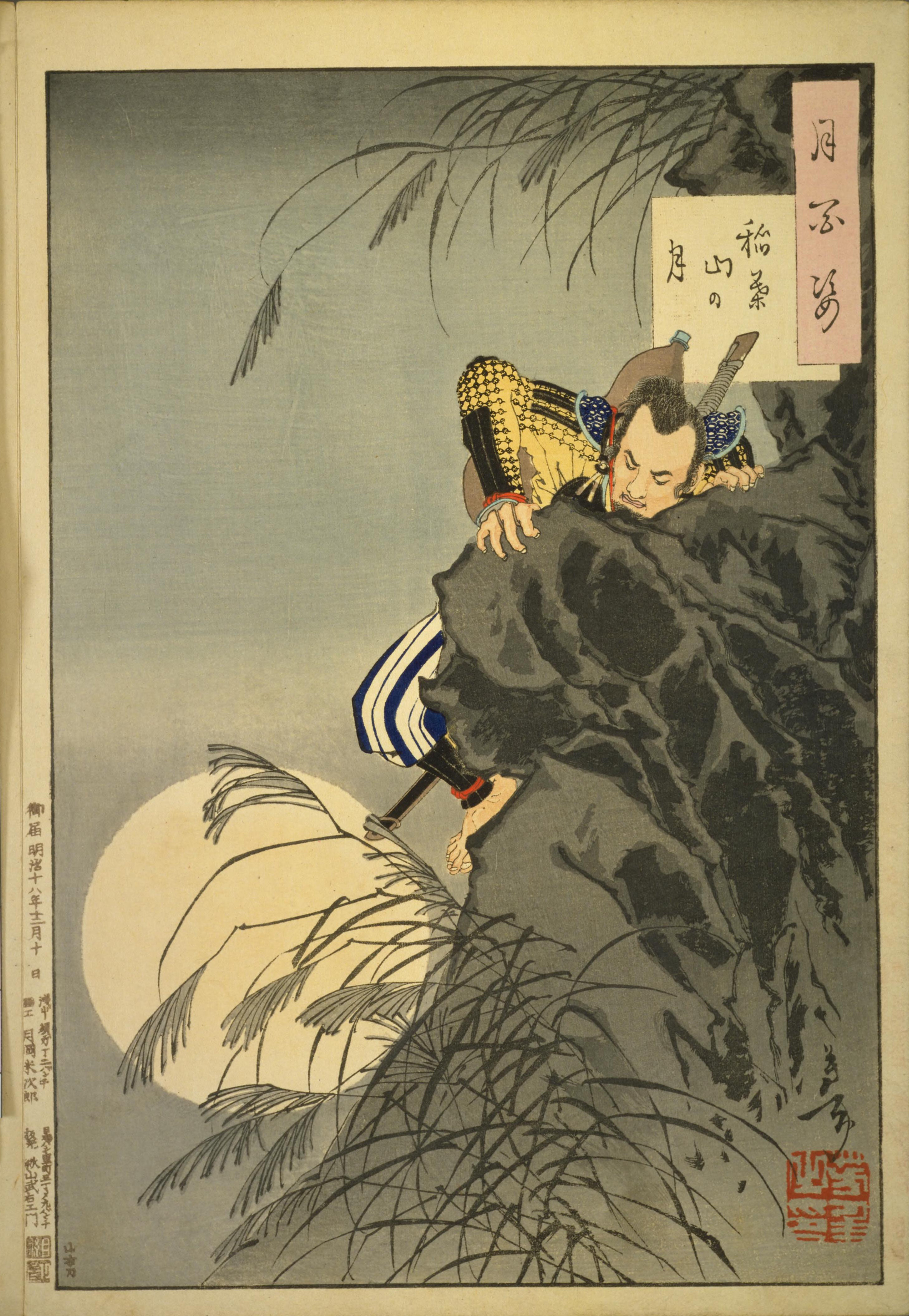
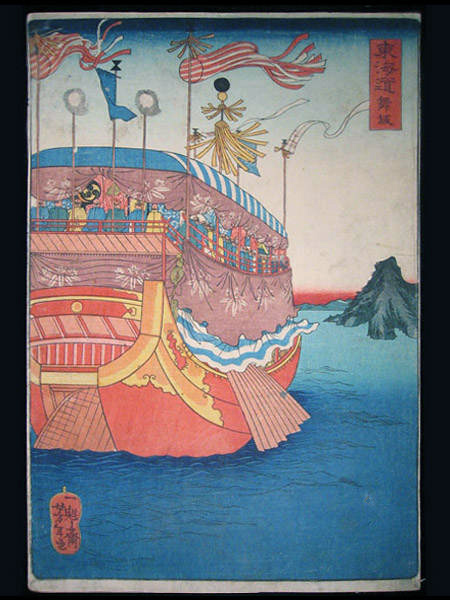
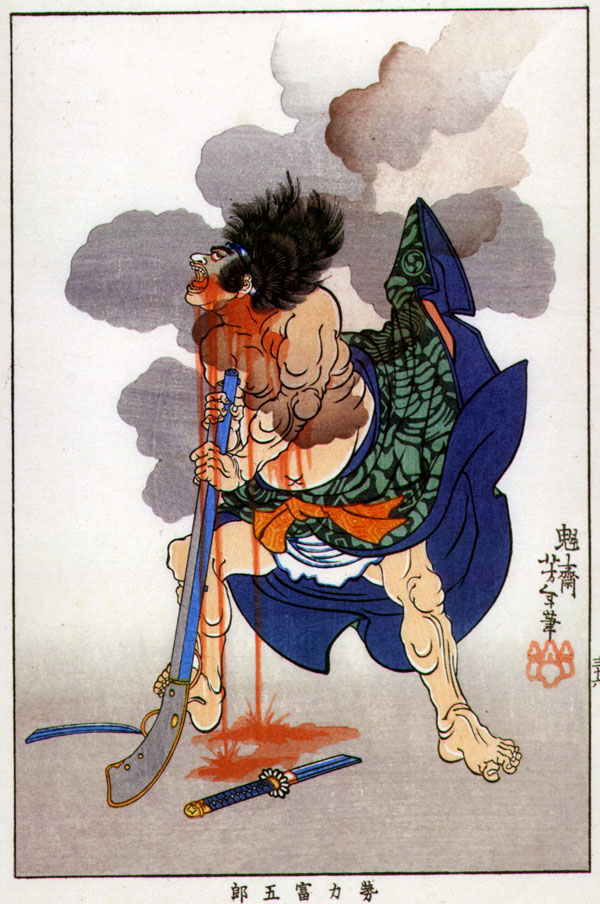
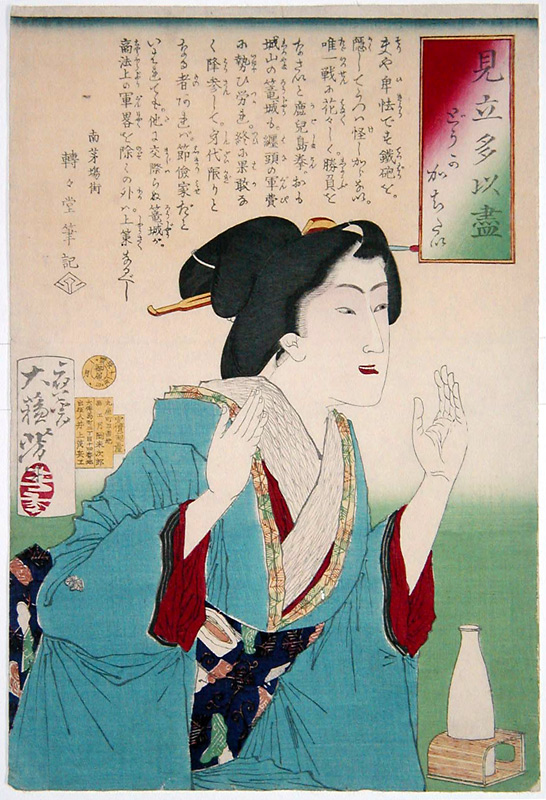
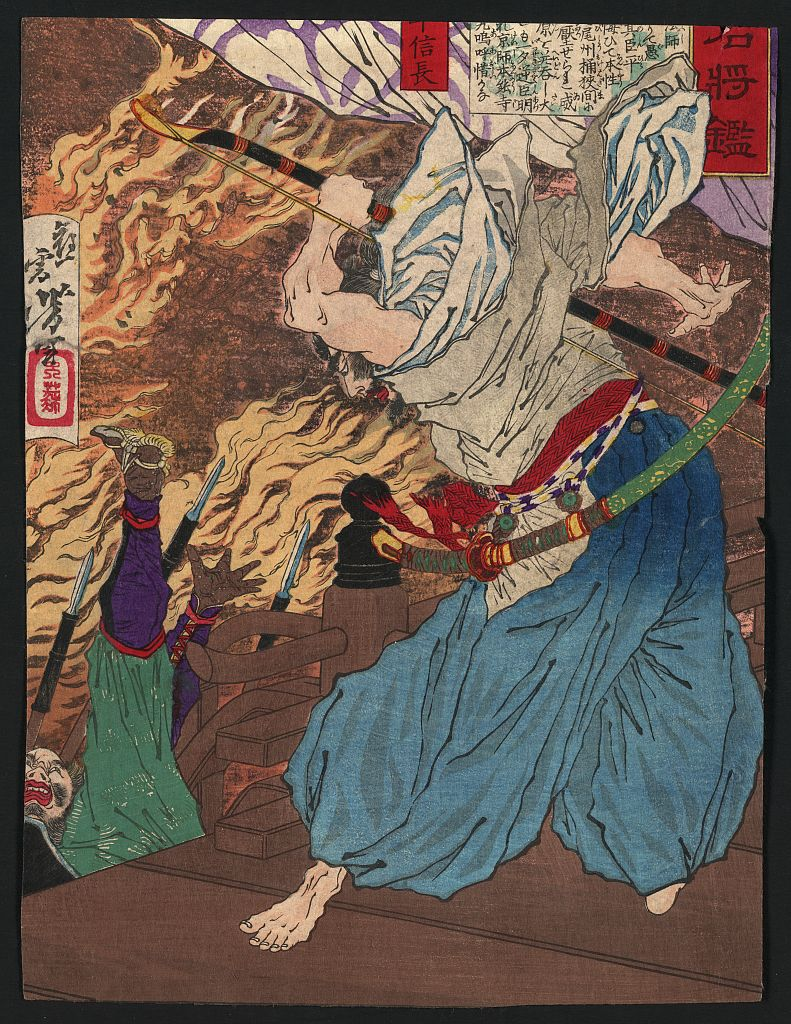
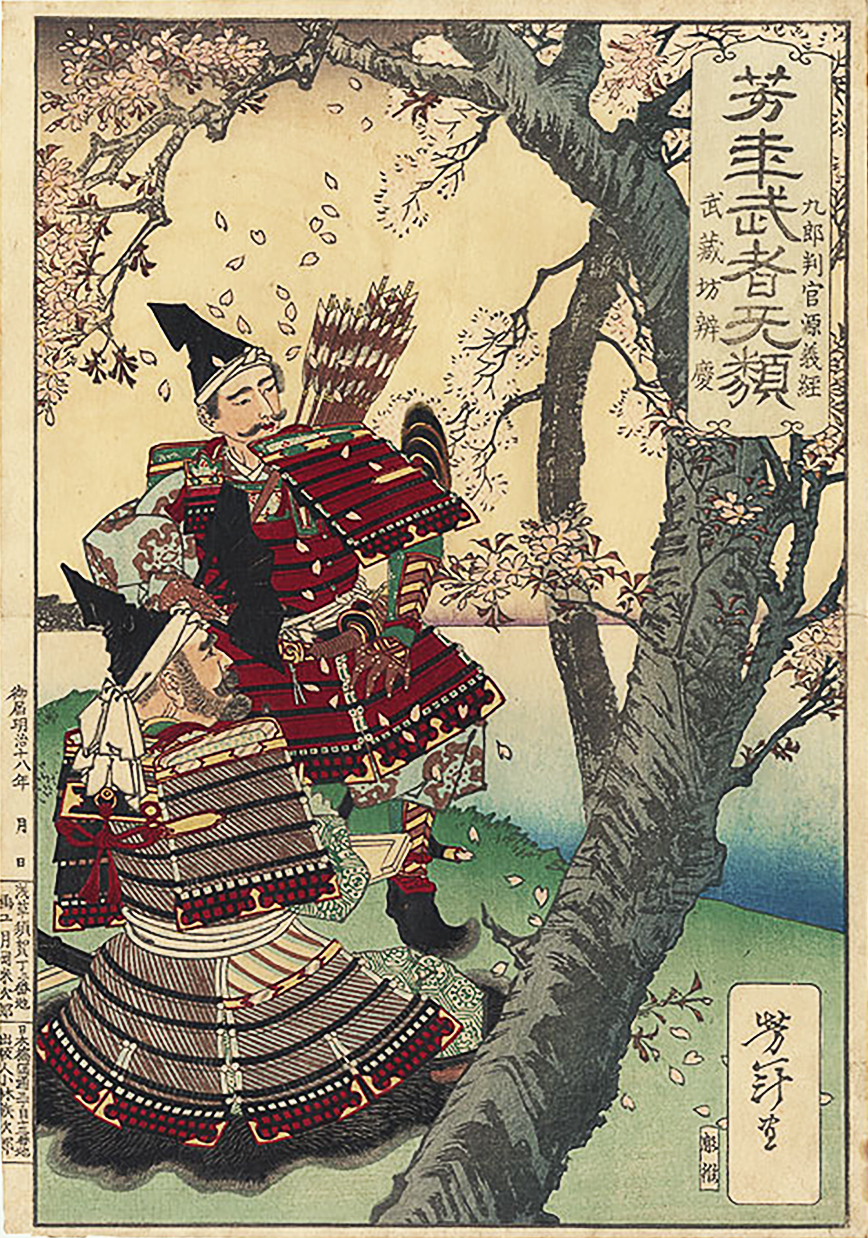
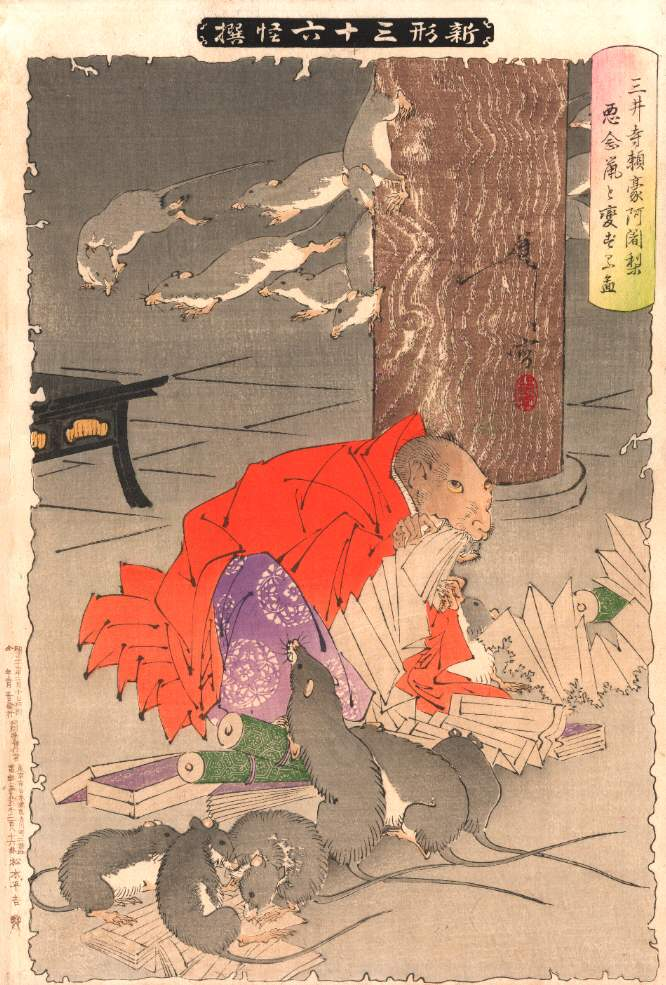
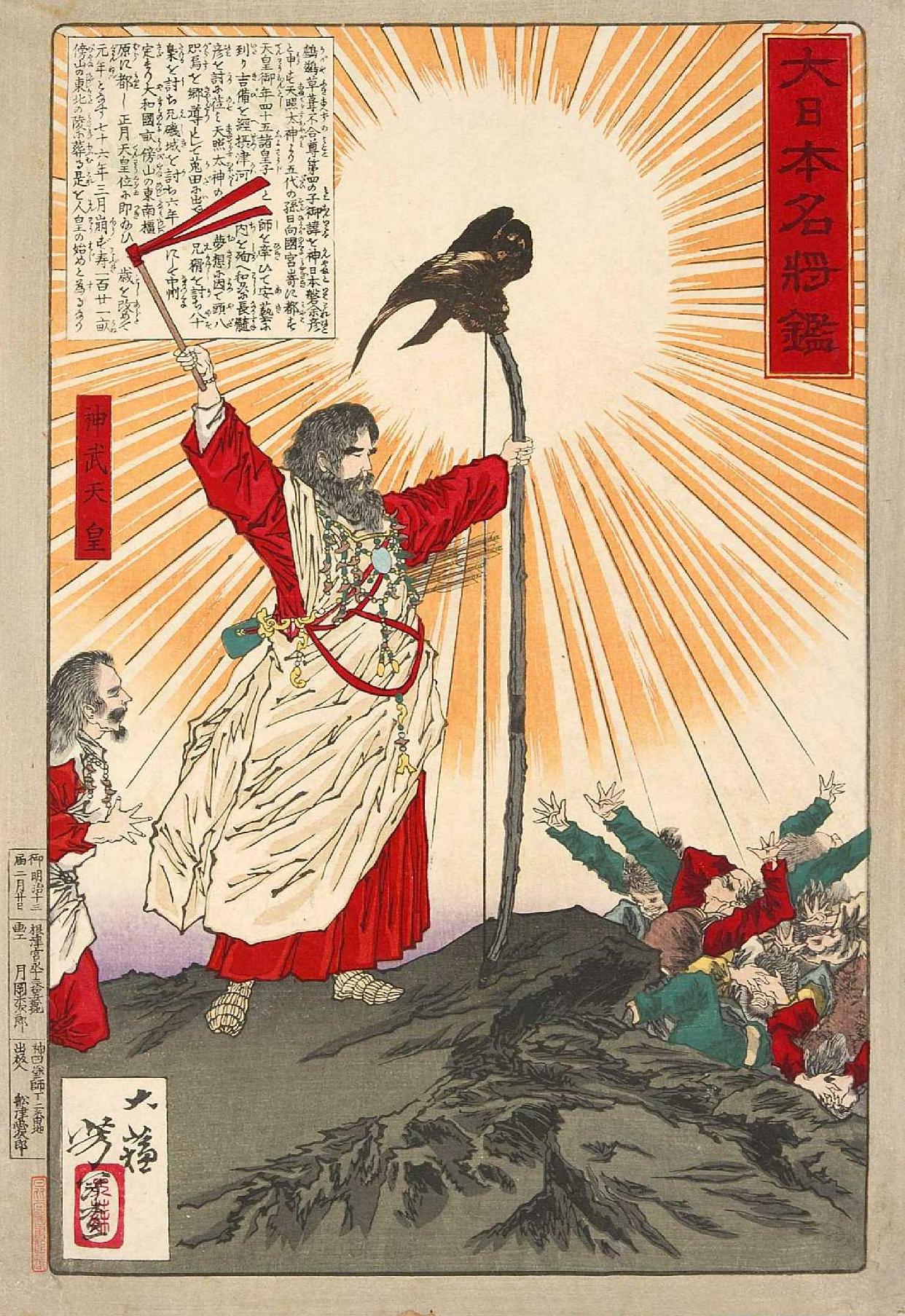
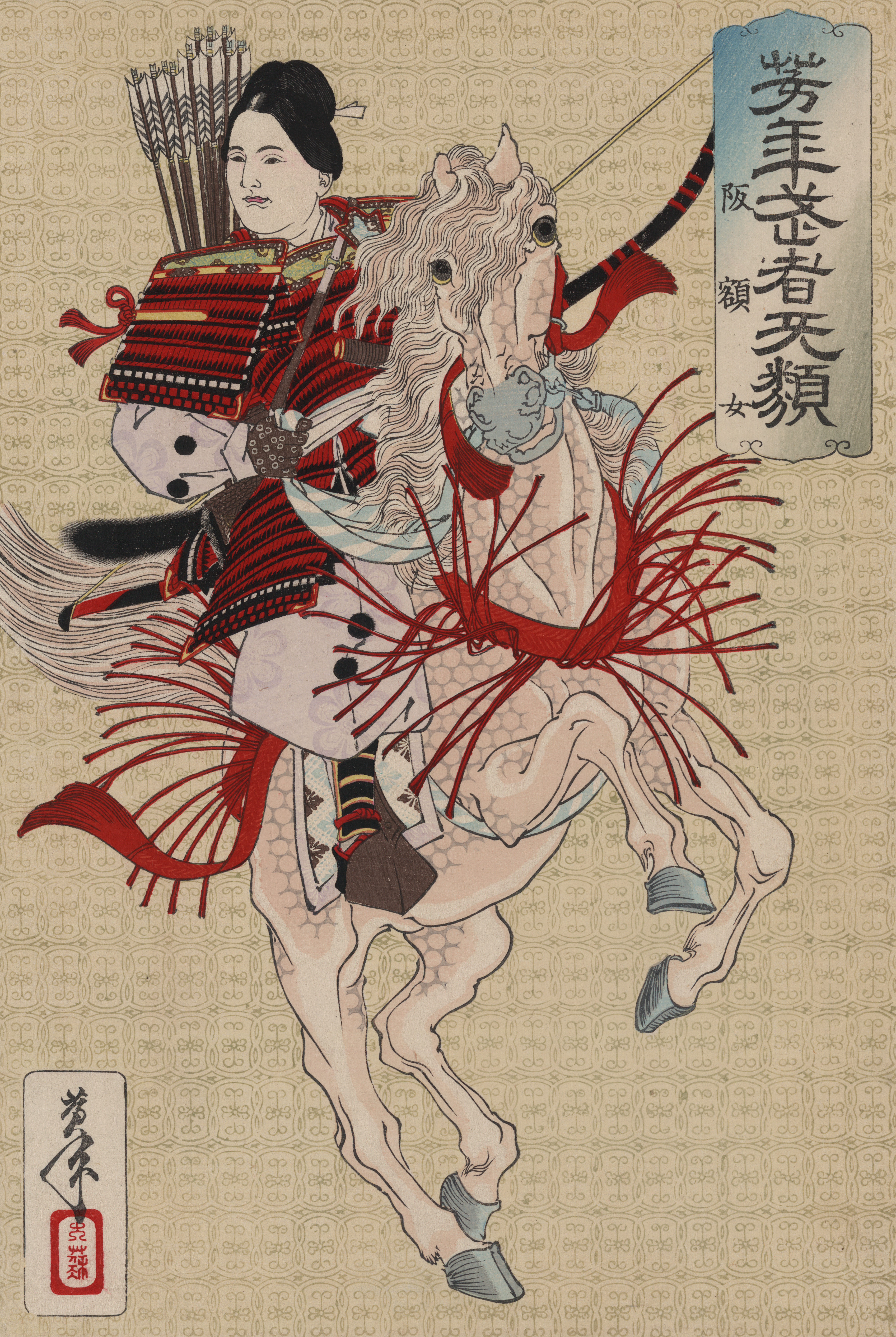
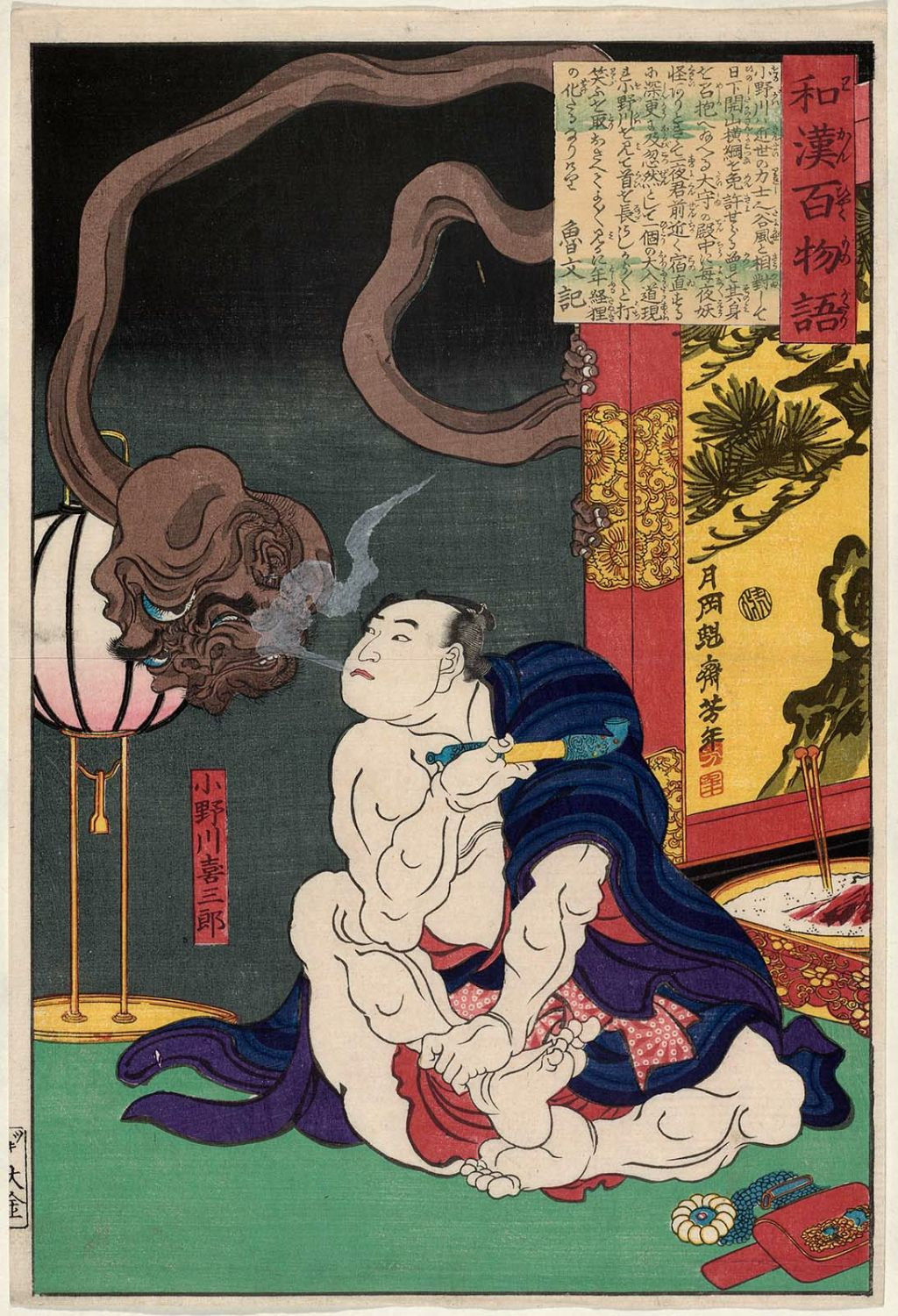
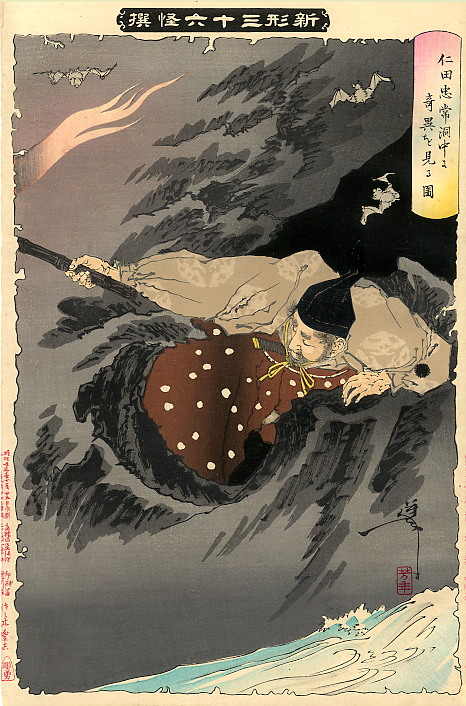
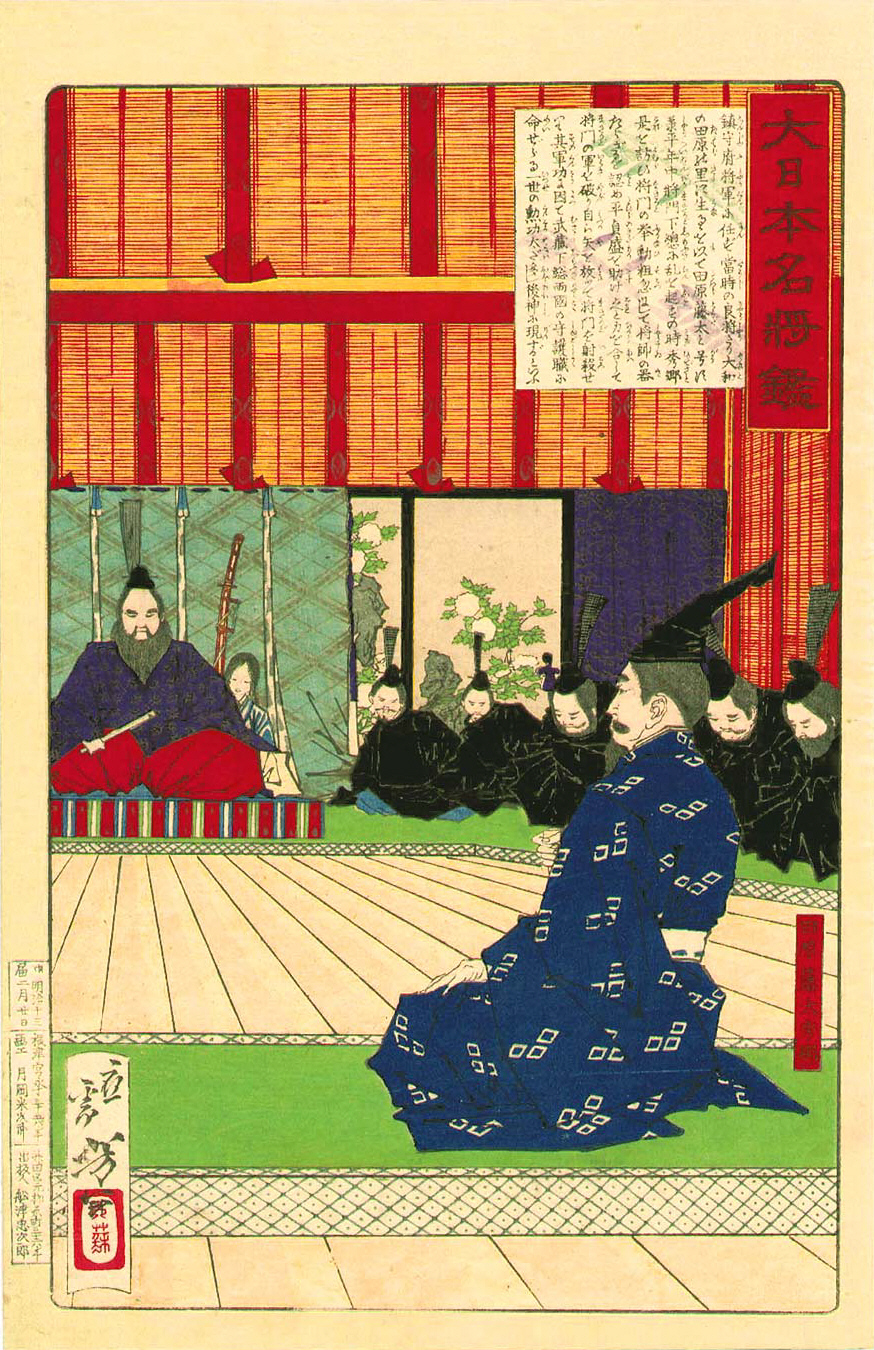
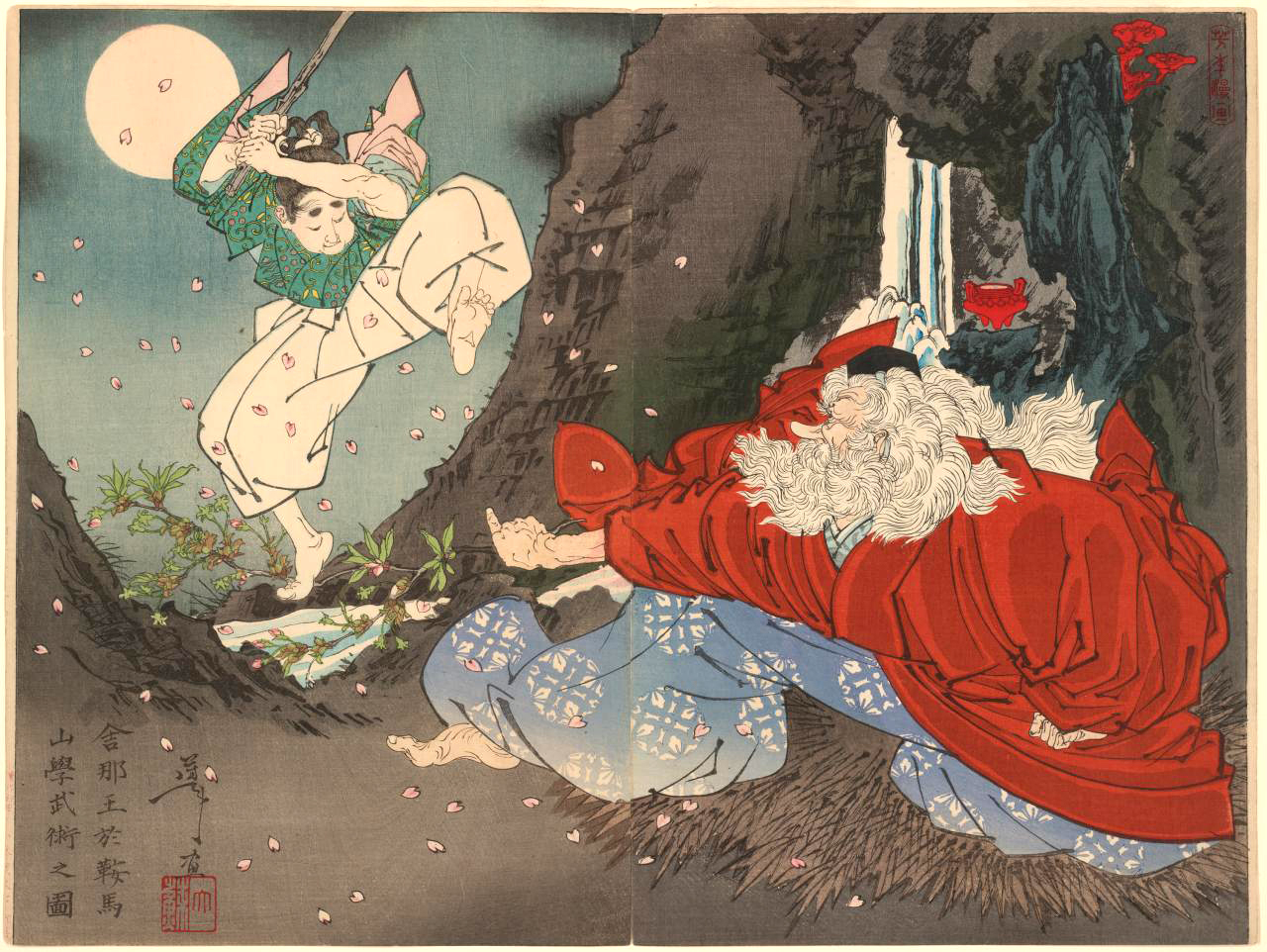
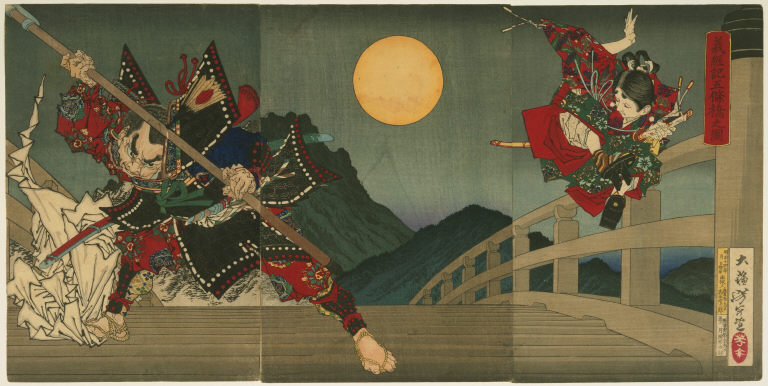
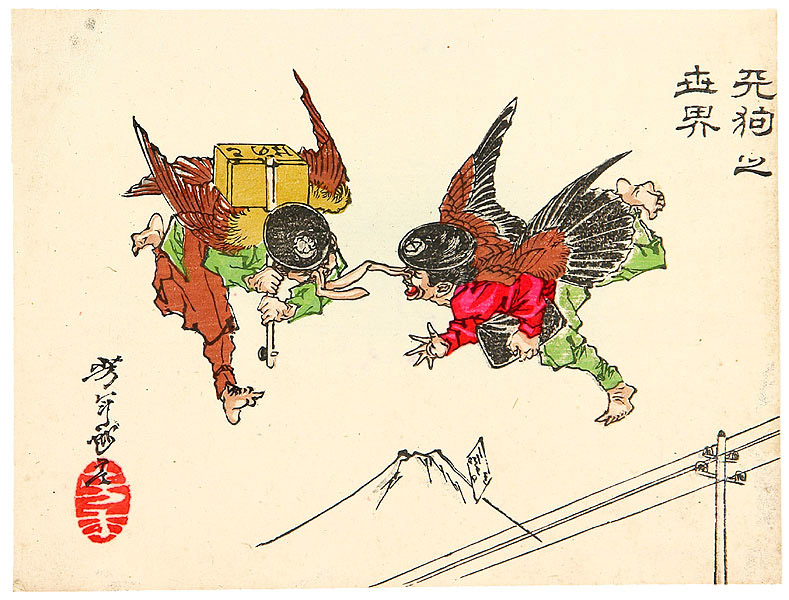
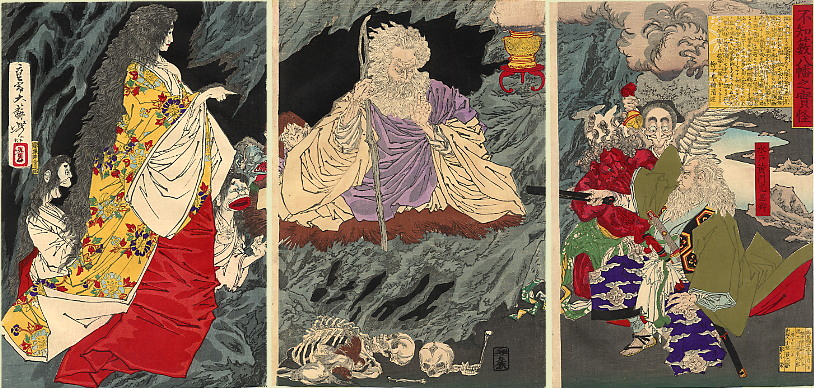